# Written on Skin
Written on Skin (Escrit sobre pell, en referència al material amb què s'elaboraven els pergamins medievals) és una òpera del compositor britànic George Benjamin amb llibret de Martin Crimp. Es va estrenar al Festival d'Ais de Provença l'any 2012, i l'estrena al Regne Unit va ser a la Royal Opera House de Londres el març de 2013. L'estrena a Barcelona, al Gran Teatre del Liceu, va ser el 16 de març de 2016. Benjamin va dirigir l'orquestra en totes aquestes estrenes.
El llibret està basat en la llegenda del trobador Guillem de Cabestany, història recollida també al Decameró de Giovanni Boccaccio.

## Argument
L'acció té lloc al segle xii, a la Provença. El Protector, un home ric, contracta el Noi perquè elabori un manuscrit il·lustrat amb la història de la seva família. El Noi i l'esposa del Protector, Agnès, se senten atrets l'un per l'altra. El Protector, gelós, assassina el Noi i obliga Agnès a menjar-se el cor del Noi, i com a conseqüència d'un acte tan cruel Agnès se suïcida. Un grup d'Àngels van comentant l'acció al llarg de l'obra des d'una perspectiva moderna.

## Repercussió
L'èxit de l'òpera ha animat la Royal Opera a encarregar una nova òpera a Crimp i a Benjamin, que s'ha d'estrenar el 2018.

## Personatges
| Personatge        | Tipus de veu | Repartiment de l'estrena, Aix-en-Provence Juliol de 2012 (Direcció: George Benjamin) |
| ----------------- | ------------ | ------------------------------------------------------------------------------------ |
| Agnès             | soprano      | Barbara Hannigan                                                                     |
| Protector         | baix-baríton | Christopher Purves                                                                   |
| Primer àngel/Noi  | contratenor  | Bejun Mehta                                                                          |
| Segon àngel/Marie | mezzosoprano | Rebecca Jo Loeb                                                                      |
| Tercer àngel/John | tenor        | Allan Clayton                                                                        |